# العاصفة (فلم 1928)
العاصفة  (بالإنجليزية: Tempest) هو فيلم دراما تم إنتاجه في الولايات المتحدة وصدر في سنة 1928.

## طاقم التمثيل
- جون باريمور

### ترشيحات وجوائز
| السنة | الحدث  | الفئة          | النتيجة |
| ----- | ------ | -------------- | ------- |
|       | أوسكار | أفضل إنتاج فني | فوز     |

## روابط خارجية
- مقالات تستعمل روابط فنية بلا صلة مع ويكي بيانات